# Station Pignans
Station Pignans is een spoorwegstation in de Franse gemeente Pignans.